# دوغ ماكلويد
دوغ ماكلويد (بالإنجليزية: Doug MacLeod)‏ (13 أكتوبر 1959)؛ كاتب للأطفال، كاتب وروائي أسترالي.

## روابط خارجية
- دوغ ماكلويد على موقع IMDb (الإنجليزية)
- دوغ ماكلويد على موقع قاعدة بيانات الفيلم (الإنجليزية)